# سيل تششمة سفلي (مقاطعة دلفان)
سيل تششمة سفلي (بالفارسية: سیل چشمه سفلی) هي قرية تقع في قسم كاكاوند الشرقي الريفي (مقاطعة دلفان) في إيران. يقدر عدد سكانها بـ 18 نسمة بحسب إحصاء 2016.